# Synagoga chasydów ze Słonima w Krynkach
Synagoga chasydów ze Słonima – synagoga znajdująca się przy ulicy Czystej 8 w Krynkach. 
Jest jedną z nielicznych zachowanych wolno stojących bożnic chasydzkich w Polsce.

## Opis
Synagoga została zbudowana w drugiej połowie XIX wieku z inicjatywy chasydów ze Słonimia, zwolenników cadyków z dynastii Weinbergów. Murowany z cegły, piętrowy budynek wzniesiono na planie prostokąta. Od strony zachodniej znajduje się jednopiętrowa przybudówka, mieszcząca pierwotnie babiniec. Do dziś częściowo zachował się wystrój zewnętrzny oraz kilka charakterystycznych półokrągle zakończonych okien. W jednym z pomieszczeń znajdowała się również szkoła talmudyczna założona w 1903 roku. 
W 1880 roku synagoga spłonęła podczas pożaru, jednak po nim została natychmiast wyremontowana. 
Po wkroczeniu wojsk niemieckich do Krynek 28 czerwca 1941 roku, wnętrze synagogi zostało zdewastowane. Po zakończeniu wojny budynek częściowo przebudowano i ulokowano w nim magazyn skór. Obecnie jest własnością prywatną.
W 2000 synagoga została ona wpisana do rejestru zabytków nieruchomych pod numerem A-11.